# Hurrieten
De Hurrieten, Choerrieten, Khurrieten, Horit, Horim  of Hurri waren een volk uit het oude Nabije Oosten, dat vanaf ongeveer 2500 v.Chr. in het noorden van Mesopotamië en de nabijgelegen gebieden ten oosten en westen daarvan leefde.
Vermoedelijk waren zij oorspronkelijk uit de Kaukasus afkomstig en drongen vanuit het noorden Mesopotamië binnen, maar zeker is dat niet. Historisch kwamen ze uit Subar, de Khaburvallei, en vestigden zich later als heersers van de kleine koninkrijken in Noord-Mesopotamië en -Syrië.
De grootste en invloedrijkste Hurritische natie was vanaf ca. 1500 v.Chr. het koninkrijk van de Mitanni.
De Hurrieten speelden een wezenlijke rol in de geschiedenis van de Hettieten, die ongeveer 500 jaar later, rond ca. 2000 v.Chr., in  Anatolië opdoken.

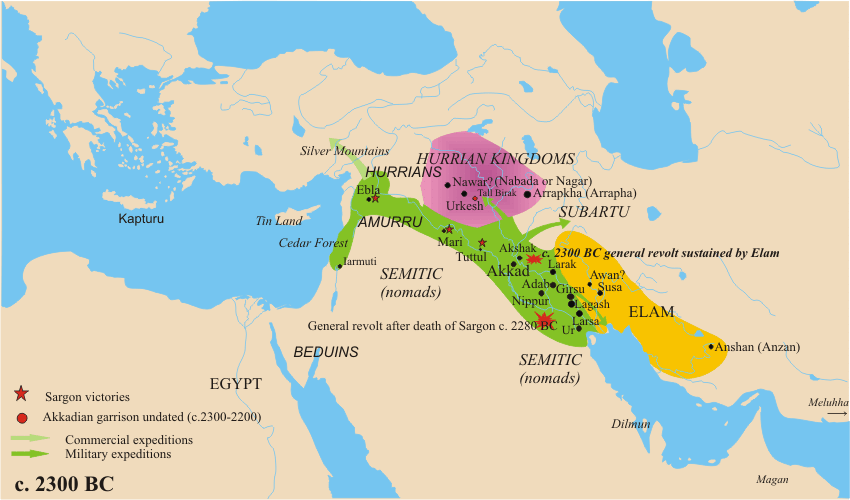
Het gebied van Hurritische vestiging in de midden-bronstijd, bij benadering

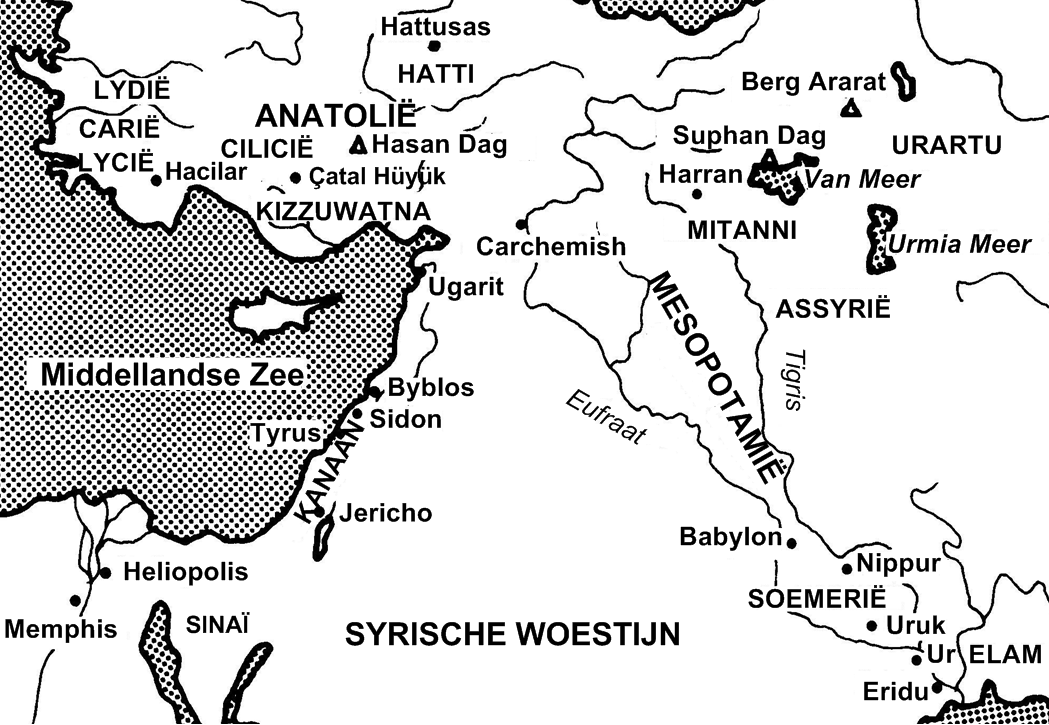
Situatiekaart ten tijde van de Hurrieten

## Geschiedenis
Waar de Hurrieten vandaan kwamen is onzeker. Omstreeks 2300 v.Chr. hadden ze zich waarschijnlijk verbreid vanaf de uitlopers van de Kaukasus. In de eeuwen daarna duiken Hurritische namen sporadisch op in het noorden van Mesopotamië en de streek rond Kirkoek in het moderne Irak. Hun aanwezigheid is aangetoond bij Nuzi, Urkesh en andere sites. Uiteindelijk bezetten ze een wijde boog vruchtbaar akkerland dat zich uitstrekte van het dal van de Khabur tot de uitlopers van het Zagrosgebergte. Hettietische kronieken zinspelen rond 1500 v.Chr. op meerdere Hurrietische staten dan enkel Mitanni, en op verdragen met hen.

### Oorsprong
Uit het feit dat de koningen van Mitanni geen Hurrietische maar Indo-Europese namen droegen en dat bovendien de oude Indo-Arische goden werden vereerd, denken sommige geleerden dat zij door een Indo-Arische minderheid van strijders en koningen geleid werden. Volgens archeoloog Gurney zou de herkomst van deze Indo-Arische halfnomaden Noord-Iran zijn. Hij meldt dat deze zich sinds ca. 2300 v.Chr. geleidelijk naar het zuiden en het westen verspreidden vanuit hun hoofdplaats in de bergstreek ten zuiden van de Kaspische Zee, en dat ze zich gedurende het 2e millennium tot machtige koninkrijken organiseerden in de nabijheid van de bovenloop van de Eufraat en de Khabur.

### De stadstaat Urkesh
Het dal van de Khabur vormde duizend jaar lang het hart van het land van de Hurrieten. Het eerste bekende Hurritische koninkrijk ontstond aan het eind van het 3e millennium v.Chr. rondom de stad Urkesh. Het einde van het Akkadische rijk stelde de Hurrieten daar in staat controle over dit gebied te verwerven. De streek was lange tijd middelpunt van rijke culturen (zie Tell Halaf en Tell Brak). Nu konden de Hurrieten daarvan profiteren en er hun eigen hoogontwikkelde stadstaat organiseren.
De stadstaat van Urkesh had echter machtige buren. Ergens aan het begin van het 2e millennium v.Chr. werd Urkesh dan ook een vazalstaat van het zuidelijker gelegen Amoritische koninktijk van Mari. In een voortdurende machtsstrijd om Mesopotamië maakte zich in de 18e eeuw v.Chr. een andere Amoritische dynastie meester van Mari. De hoofdstad van dit Oud-Assyrische koninkrijk, Shubat-Enlil geheten, werd op enige afstand van Urkesh gesticht bij een andere Hurritische nederzetting in het dal van de Khabur.
De Hurrieten hadden zich intussen in het 2e millennium v.Chr. vrijwel overal in het oude Nabije Oosten verspreid gevestigd. Vanaf 1800 dreven ze langzaam een wig tussen Assyrië en Anatolië. Toch waren ze in de meeste delen slechts een minderheid onder de bevolking. Een Hurrietische bevolkingsmeerderheid bestond enkel in de Khaburvallei en in het koninkrijk van Arrapha. Zij hadden zeer nauw contact met de Luwiërs, die eveneens met de Hettieten in nauw contact waren.

### Het koninkrijk van Yamhad en Kizzuwatna

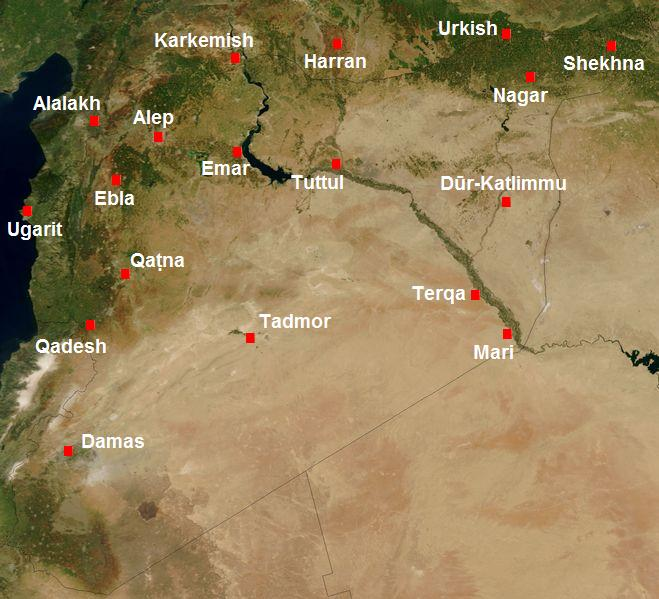
Syrië in het tweede millennium v.Chr., met o.m. de locatie van Urkesh en Alalakh

De Hurrieten trokken in deze periode ook naar het westen. Tegen 1725 v.Chr. worden ze aangetroffen in het noorden van Syrië, zoals in Alalakh. De Hurrieten vestigden zich ook in de kuststreek van Adaniya in het land van Kizzuwatna, rijk aan obsidiaan- en zilvermijnen. In de machtsstrijd tussen de Hettieten en het Hurritisch koninkrijk van Mitanni werd Kizzuwatna een gewilde partner vanwege de strategische ligging.
Over het Amoritisch-Hurritische koninkrijk Yamhad is geschreven dat het omstreeks 1600 v.Chr. met de Hettitische koning Hattusilis I om dit gebied streed. Yamhad bezweek uiteindelijk voor de machtige Hettieten, maar dat opende ook de weg voor de culturele invloeden van de Hurrieten. De Hettieten werden gedurende enkele daarop volgende eeuwen door de Hurritische cultuur beïnvloed.
Na de val van Yamhad zetten de Hettieten hun expansie naar het zuiden voort. Het leger van de Hettitische koning Mursili I drong door tot Babylon en plunderde de stad.

### De opkomst van Mitanni

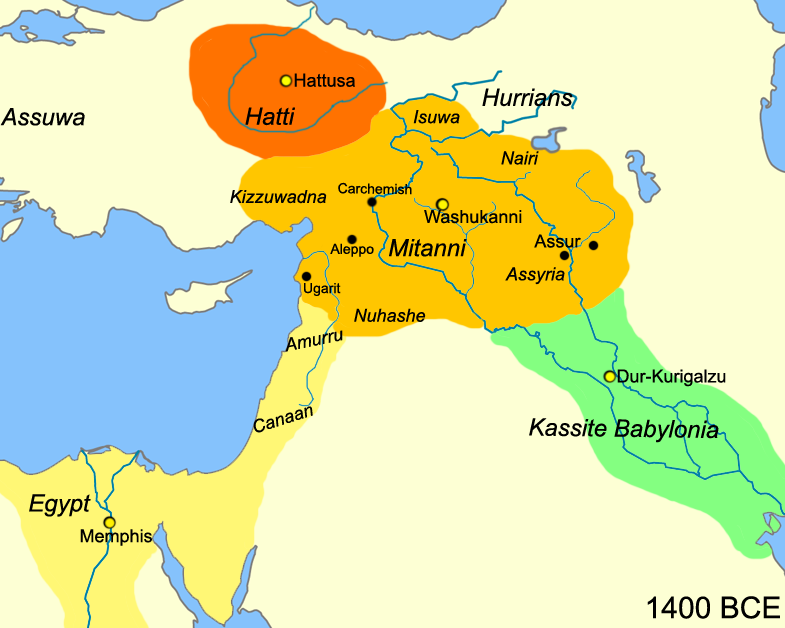
Het Nabije-Oosten circa 1400 v.Chr. met het Koninkrijk Mitanni op zijn grootst.

De vernietiging van Babylon en Yamhad droeg bij aan de opkomst van een andere Hurritische dynastie. De stichting van het koninkrijk Mitanni had plaats onder een Indo-Arische aristocratie nabij Harran. De eerste heerser was een legendarische koning genaamd Kirta, die omstreeks 1500 v.Chr. het koninkrijk Mitanni vestigde. Gedurende de 18e dynastie van Egypte (1530-1300 v.Chr.) werden eerst Hurritische en later Hettitische prinsessen als bijvrouwen voor de farao naar Egypte gestuurd.
Mitanni groeide geleidelijk vanuit het dal van de Khabur en werd tussen ca. 1450 en 1350 v.Chr. het machtigste koninkrijk van het Nabije Oosten. De lichte strijdwagens, een Indo-Arische uitvinding die na 1800 v.Chr. algemeen werd, konden deze Hurrieten heel goed besturen, en ze gebruikten een composietboog (uit hoorn gecombineerd met hout in meerdere lagen) waartegen het invoeren van bronzen beschermplaten voor man en paard nodig werd.
De Hurrieten, die tot dan in Syrië bekend waren, doken nu ook op in Palestina, zoals blijkt uit  sporen van hun taal in een Egyptisch archief en Palestijnse kleitabletten. Sedert de regering van Muwatalli I duiken Hurrietische namen op in de koninklijke familie van de Hettieten, en ook nieuwe godennamen.

### Het rijk van Arrapha
Ook een ander Hurritisch koninkrijk profiteerde van de ondergang van de Babylonische grootmacht in de 16e eeuw v.Chr. Er woonden al Hurrieten in de streek ten noorden van de Tigris, om wat nu de stad Kirkoek is. Dit was het koninkrijk van Arrapha. Opgravingen bij Yorgan Tepe, het oude Nuzi, leverden een van de belangrijkste sites op voor onze kennis over de Hurrieten. Hurritische koningen zoals Ithi-Teshup en Ithiya heersten over Arrapha, maar tegen het midden van de 15e eeuw v.Chr. waren ze vazallen geworden van de Grote Koning van Mitanni. Arrapha zelf werd in de 14e eeuw v.Chr. verwoest door de Assyriërs.

### Het einde van de Hurrieten
Tegen de 13e eeuw v.Chr. waren alle Hurritische staten overwonnen door andere volken. Het hart van het land van de Hurrieten, het dal van de Khabur, werd een Assyrische provincie. Het is niet duidelijk wat er aan het eind van de bronstijd met het Hurritische volk gebeurd is. Volgens sommige onderzoekers woonden de Hurrieten aan het begin van de ijzertijd in het land Subria ten noorden van Assyrië.
De Hurritische bevolking van Syrië schijnt in de volgende eeuwen haar taal te hebben ingeruild voor een Assyrisch dialect van het Akkadisch, of het Aramees. In ongeveer dezelfde periode schijnt een Urartisch (een taal die lijkt op oud-Hurritisch) sprekende aristocratie de toenmalige bevolking van de streek rond het Vanmeer te hebben onderworpen, waarmee het koninkrijk Urartu ontstond. Tegen het 1e millennium v.Chr. hadden de Hurrieten zich overal met andere volkeren vermengd, behalve misschien in het koninkrijk van Urartu.

## Naam
De naam wordt soms in verband gebracht met het Iraanse woord hara dat 'berg' betekent, evenals het Hebreeuwse har en het Akkadische hur (zoals in Ninhursag, de Godin van de Berg). Dit zou betekenen dat het oorspronkelijk om een bergvolk zou gaan.
Een andere verklaring wordt aangereikt vanuit het Sanskriet-woord hari, dat 'gouden' betekent. Dit predicaat wordt gewoonlijk met Indra in verband gebracht, de god van de bergen.
Beide woordgroepen samen verwijzen mogelijk naar een vroeger idee van "een gouden berg", een gebied van eeuwig licht, waar de Indo-Europese voorouders verondersteld werden na hun dood te verblijven. Het is een beeld dat onder meer wordt weergegeven in dat van de latere Ahoera in zijn stralend verblijf boven op de berg Hara. Dit doet eveneens denken aan de berg Horeb van Mozes. In de Tenach wordt over hen gerapporteerd als 'Horiten' of 'Hivieten', en mogelijk ook 'Jebusieten'.

## Taal
De Hurrieten spraken een ergatief-agglutinerende taal, het Hurritisch, dat niet verwant was met de naburige Semitische of Indo-Europese talen, maar wel duidelijk verwant was met het Urartisch en mogelijk verre familie was van de hedendaagse Noordoost-Kaukasische talen.
Omstreeks 2000 v.Chr. namen de Hurrieten het Akkadische spijkerschrift over als het officiële Hurritische schrift. Aan deze overgang is het te danken dat men tegenwoordig de Hurritische geschriften kan lezen. In het Hurritisch werden ook logogrammen uit het Soemerisch gebruikt, waarvan onderzoekers tegenwoordig de Hurritische uitspraak niet kennen. Daardoor is het Hurritisch nog lang niet helemaal ontcijferd, en zitten er veel leemten in de hedendaagse kennis van de Hurritische woordenschat.
Teksten in het Hurritisch zijn gevonden in Hattusa, Emar en Ugarit. De belangrijkste vondst met betrekking tot het Hurritisch was een van de langste Amarna-brieven, geschreven door koning Tushratta van Mitanni, aan farao Amenhotep III. Tot de vondst van een verzameling, van een Hettitische vertaling voorziene, Hurritische tabletten in Hattusa in 1983 was dat het enige bekende lange in het Hurritisch geschreven geschrift.
Naast grammaticale overeenkomsten komen er nog veel Hurritische woorden voor in het huidige Koerdisch.

## Cultuur en maatschappij
De kennis over de Hurritische cultuur berust op archeologische opgravingen bij plaatsen zoals Nuzi en Alalakh en op spijkerschrifttabletten, vooral die uit Hattusa (Boghazköy), de hoofdstad van de Hettieten, want de Hurrieten hadden veel invloed op de Hettitische beschaving. Tabletten uit Nuzi, Alalakh en andere steden met een Hurritische bevolking (wat blijkt uit namen van personen) onthullen ook Hurritische culturele invloeden, zelfs al zijn ze in het Akkadisch geschreven. Hurritische rolzegels werden zorgvuldig uitgesneden en bevatten vaak mythologische motieven. Ze vormen een sleutel tot het begrip van de Hurritische cultuur en geschiedenis.

### Keramiek
De Hurrieten waren uitstekende pottenbakkers. Hun keramiek wordt overal in Mesopotamië en in de landen ten westen van de Eufraat aangetroffen; in Egypte werd het tijdens het Nieuwe Rijk zeer gewaardeerd. Archeologen gebruiken de termen Khabur ware en Nuzi ware voor het op een pottenbakkerswiel gemaakte Hurritische aardewerk. Het wordt gekenmerkt door decoraties van rode, soms bruine of zwarte geschilderde lijnen in een geometrisch patroon en stippen.

### Metallurgie
De Hurrieten waren vermaard om hun metallurgie. De Soemeriërs ontleenden hun koperterminologie aan het Hurritische vocabulaire. Koper werd vanuit het hoogland van Anatolië naar Mesopotamië verhandeld. Het dal van de Khabur had een centrale rol in de metaalhandel. Koper, zilver en zelfs tin was in de door de Hurrieten overheerste landen Kizzuwatna en Ishuwa in het Anatolische hoogland te krijgen. Goud moest echter worden geïmporteerd uit Egypte, leren we uit de Amarna-brieven. Er zijn niet veel Hurritische metalen voorwerpen beward gebleven, behalve in het latere Urartu. Bij Urkesh zijn wat kleine fraaie leeuwenfiguurtjes ontdekt.

### Het paard
Het paard speelde een belangrijke rol bij de Hurrieten. Een beroemde tekst die bij Hattusa ontdekt is gaat over het trainen van paarden. De man die in Hattusa verantwoordelijk was voor het trainen van paarden was een Hurriet met de naam Kikkuli.
Oorspronkelijk gedomesticeerd in de Indo-Europese jamnacultuur, werd het paard waarschijnlijk door Indo-Ariërs ingevoerd. De terminologie die in verband met het trainen van paarden werd gebruikt, kende veel Indo-Arische leenwoorden. Dat overtuigde eerdere onderzoekers ervan dat de elite van de Hurritische maatschappij een Indo-Arische groep was die het land met hun paarden en strijdwagens was binnengevallen, net zoals bij de Vedische beschaving in India.
De Hettieten leerden het dresseren van paarden vervolgens van de Hurrieten. De naam van het land Ishuwa, waar een grote Hurritische bevolkingsgroep gezeten kan hebben, betekende 'paardenland'.

### Muziek
Tussen de in Ugarit gevonden Hurritische teksten bevonden zich ook de oudste bekende voorbeelden van bladmuziek, daterend uit ca. 1800 v.Chr. Op de webpagina van Urkesh is een reconstructie van een hymne te horen.

### Religie
De koningen van Mitanni droegen Indo-Europese namen en vereerden de oude Indo-Arische goden Mithra, Varuna en Indra. Indra wordt in Hurrietische tabletten vernoemd.
De Hurritische cultuur had veel invloed op de religie van de Hettieten. Vanuit het Hurritische religieuze centrum in Kummanni in Kizzuwatna verspreidde de Hurritische godsdienst zich onder de Hettitische bevolking. Door syncretisme vermengden de Oud-Hettitische en Hurritische religies zich met elkaar. De Hurritische religie verspreidde zich naar Syrië, waar Tesjub de tegenhanger werd van Baäl. Het latere koninkrijk van Urartu vereerde ook goden van Hurritische origine.

#### Goden
Hoofdgoden zijn Hepat, de zonnegodin, en haar gemaal, de weergod Tesjub. Hun zoon Sharruma werd vereerd in Uda en Kummani. De oergodheid Kumarbi en de maangod Kushuh speelden een geringere rol. Kumarbi wordt gedeeltelijk met Dagan gelijkgesteld en werd op die manier de gemaal van Sjala.
Op afbeeldingen staat Hepat gewoonlijk boven op een leeuw, haar symbooldier. Zij werd vereerd in Aleppo, Apzisna, Samuha, Kummani, Uda en Hurma.
De godin Sjawusjka wordt gewoonlijk aan Isjtar gelijkgesteld en steeds eveneens op een leeuw afgebeeld, maar zij heeft in tegenstelling tot Hepat vaak ook vleugels. Haar begeleidsters zijn Ninatta en Kulitta.
Hurritische rolzegels beelden vaak mythologische schepsels af zoals gevleugelde mensen of dieren, draken en andere monsters. De interpretatie van deze afbeeldingen van goden en demonen is onzeker. Misschien waren het zowel beschermende (apotrope) als boosaardige wezens. Een deel ervan doet denken aan de Assyrische Sjedu.
De belangrijkste goden in het pantheon van de Hurritische mythologie:
- Hepat, Hepa; de moedergodin, door de Hettieten beschouwd als gelijk aan de zonnegodin Arinna.
- Tesjub, Teshup; de machtige stormgod aan wiens zijde zij staat.
- Sjarruma, of Sarruma, Šarruma; hun zoon.
- Kumarbi; de oervader van alle goden, met Urkish als hoofdvestiging.
- Sjausjka, of Shawushka, Šauska; was de Hurritische tegenhangster van de Assyrische Isjtar, en een godin van de geneeskunst.
- Sjimegi, Šimegi; de zonnegod.
- Kusjuh, Kušuh; de maangod. Symbolen van de zon en de halve maan verschijnen naast elkaar in de Hurritische iconografie.
- Nergal; een Babylonische god van de onderwereld, de Hurritische naam is onbekend.

De namen van de geïmporteerde Indo-Arische goden zijn in teksten en namen van personen overgeleverd, maar het is niet bekend of er een algemene eredienst of tempels in steen voor hen waren.

#### Cultusplaatsen
De voornaamste Hurritische goden hadden wel tempels, maar waarschijnlijk geen tempels als "eigen woonst" zoals in de Mesopotamische en Egyptische godsdiensten. Belangrijke centra voor de eredienst waren Kummanni in Kizzuwatna en het Hettitische Yazılıkaya. Harran was in elk geval later een religieus centrum voor de maangod en Shauskha had een belangrijke tempel in Ninive toen die stad door de Hurrieten bestuurd werd. Er is een tempel voor Nergal gebouwd in Urkesh aan het eind van het derde millennium v.Chr. De stad Kahat was een religieus centrum in het koninkrijk Mitanni.

#### Mythen en overlevering
De Hurritische mythe "De liederen van Ullikumni" die bij de Hettieten bewaard is gebleven, heeft een parallel in de Theogonia van Hesiodos: de castratie van Ouranos door Chronos kan afgeleid zijn van de castratie van Anu door Kumarbi, terwijl de onderwerping van Chronos door Zeus en het uitbraken van de door Chronos verslonden goden op de Hurritische mythe van Tesjub en Kumarbi lijkt.
Er is voorgesteld dat de cultus van Attis ontleend zou zijn aan de Hurritische mythologie. De Frygische godin Cybele zou dan de pendant zijn van de Hurritische godin Hepat.

### Steden
Er zijn niet veel Hurritische steden bekend. Urkesh was de enige Hurritische stad uit het 3e millennium v.Chr. Uit het 2e millenniumm v.Chr. kennen we een aantal Hurritische steden, zoals Arrapha, Harran, Kahat, Nuzi, en Taite. De ligging van Washukanni, de hoofdstad van Mitanni, wel geïdentificeerd met 
Tell Fecheriye, is onzeker, maar geen enkele tell (heuvel) in het dal van de Khabur heeft een oppervlakte van meer dan 1 km², en de meeste vindplaatsen zijn veel kleiner.
De stedelijke cultuur van de Hurrieten verschilde kennelijk radicaal van de centraal bestuurde staten van Assyrië en het oude Egypte. En mogelijke verklaring is dat de feodale structuur van de Hurritische koninkrijken de ontwikkeling van grote paleis- en tempelcomplexen onmogelijk maakte.

## Archeologie
De Hurritische nederzettingen lagen verspreid over drie moderne landen, Irak, Syrië en Turkije. Verschillende vindplaatsen liggen in het grensgebied, waardoor ze moeilijk toegankelijk zijn voor archeologisch onderzoek. De plannen om de Eufraat, de Tigris en de Khabur af te dammen vormen een bedreiging voor de oude plaatsen. Er zijn al verschillende reddingsoperaties ondernomen wanneer door de bouw van een dam een heel dal onder water kwam te staan.
De eerste omvangrijke opgravingen van Hurritische vindplaatsen in Irak en Syrië begonnen in de jaren '20 en 30 van de twintigste eeuw. De opgravingen bij Yorghan Tepe (Nuzi) werden uitgevoerd onder leiding van de Amerikaanse archeoloog Edward Chiera, die bij Chagar Bazar en Tell Brak onder leiding van de Britse archeoloog Max Mallowan. Recente opgravingen en lopende onderzoeken werden en worden uitgevoerd door teams met een internationale samenstelling, er doen Nederlandse, Belgische, Amerikaanse, Deense, Franse, Duitse en Italiaanse archeologen aan mee in samenwerking met het Syrische Departement van Oudheden. De tells of heuvels laten vaak een langdurige bewoning zien die al begint in het neolithicum en pas eindigt in de Romeinse tijd of nog later.
Het karakteristieke Huritische aardewerk, de Khabur ware, maakt het bepalen van de verschillende bevolkingslagen makkelijker. De Hurritische nederzettingen worden meestal geïdentificeerd met de periode vanaf het midden van de bronstijd tot het einde ervan; Tell Mozan (Urkesh) is daar de belangrijkste uitzondering op.

### Belangrijke vindplaatsen
Op de volgende lijst staan een paar belangrijke vindplaatsen uit het gebied dat door de Hurrieten beheerst werd. Verslagen van opgravingen en afbeeldingen zijn te vinden op de vermelde websites. Hierboven is al vermeld dat er ook belangrijke ontdekkingen over de Hurritische cultuur en geschiedenis zijn gedaan bij Alalakh, Amarna, Hattusa en Ugarit.
- Tell Mozan (Urkesh)[12]
- Yorghan Tepe (Nuzi)[13]
- Tell Brak (Nagar)[14]
- Tell Leilan (Shehna en Shubat-Enlil)[15]
- Tell Barri (Kahat)[16]
- Tell Beydar (Nabada)[17]
- Kenan Tepe[18]
- Tell Tuneinir[19]
- Umm el-Marra (Tuba?)[20]
- Tell Chuera[21]
- Hammam al Turkman (Zalpa?)[22]
- Tell Sabi Abyad[23]
- Hamoukar[24]
- Chagar Bazar
- Tell Fecheriye (Washukanni?)
- Tell Hamidiya (Taite?)